# Carlos Bacca
Carlos Arturo Bacca Ahumada (Barranquilla, 8 september 1986) is een Colombiaans voetballer die doorgaans in de aanval speelt. Hij verruilde AC Milan in augustus 2018 voor Villarreal, dat hem in het voorgaande seizoen al huurde. Na een seizoen bij Granada keerde hij terug naar zijn moederland, bij Atlético Junior, waar het ook allemaal begonnen was voor hem. Bacca debuteerde in 2010 in het Colombiaans voetbalelftal.

## Clubcarrière
Bacca debuteerde in 2002 in het betaald voetbal bij Atlético Junior. Om hem ervaring te laten opdoen, leende de club hem meteen uit aan tweedeklasser Barranquilla. Vervolgens belandde hij bij het Venezolaanse Minervén FC, waarmee hij een van de topscorers in de tweede divisie werd. De club promoveerde, maar Bacca keerde terug naar Barranquilla. Ook bij die club werd hij topschutter. In 2009 maakte Atlético Junior een einde aan de uitleenbeurten. Bacca haalde met Junior de halve finale van de Copa Colombia en veroverde een jaar later de titel. Hij werd ook topschutter met twaalf doelpunten.
Bacca tekende in januari 2012 een contract bij Club Brugge, dat twee miljoen euro voor hem betaalde. In januari 2013 verlengde hij zijn contract bij Club Brugge. Hij werd dat seizoen topschutter in de Belgische competitie en Profvoetballer van het Jaar.
In de zomer van 2013 verkaste Bacca naar Sevilla FC. Met die club won hij in zowel 2013/14 als 2014/15 de UEFA Europa League. Op 14 mei 2014 was SL Benfica de tegenstander in de finale. Nadat het 120 minuten 0–0 bleef, won Sevilla de beslissende strafschoppenreeks met 4-2. Bacca benutte daarbij de eerste penalty voor zijn team. Sevilla prolongeerde de Europa League-titel een jaar later door ditmaal Dnipro Dnipropetrovsk te kloppen in de finale. De Spaanse club won met 3–2, waarbij Bacca zowel het tweede als het winnende doelpunt voor zijn team maakte.
In juli 2015 verruilde Bacca Sevilla voor AC Milan, dat circa €30.000.000,- voor hem betaalde. Hij tekende een contract tot medio 2019. Bacca maakte op 17 augustus 2015 zijn officiële debuut voor Milan. Hij begon die dag in de basis tijdens een met 2-0 gewonnen wedstrijd in het toernooi om de Coppa Italia, thuis tegen Perugia. Zijn eerste doelpunt volgde twaalf dagen later. Hij maakte toen na zestien minuten 1-0 in een met 2-1 gewonnen wedstrijd thuis tegen Empoli, in de Serie A. Op 21 augustus maakte Bacca in een wedstrijd tegen Torino zijn eerste hattrick in dienst van de Milanezen.

## Clubstatistieken
| Seizoen         | Club            | Competitie          | Competitie | Competitie | Beker | Beker | Internat. | Internat. | Totaal | Totaal |
| Seizoen         | Club            | Competitie          | Wed.       | Dlp.       | Wed.  | Dlp.  | Wed.      | Dlp.      | Wed.   | Dlp.   |
| --------------- | --------------- | ------------------- | ---------- | ---------- | ----- | ----- | --------- | --------- | ------ | ------ |
| 2007/08         | Atlético Junior | Categoría Primera A | 0          | 0          | 0     | 0     | 0         | 0         | 0      | 0      |
| 2007/08         | → Barranquilla  | Categoría Primera A | 27         | 12         | 0     | 0     | 0         | 0         | 27     | 12     |
| 2007/08         | → Minervén      | Primera División    | 29         | 12         | 0     | 0     | 0         | 0         | 29     | 12     |
| 2008/09         | → Barranquilla  | Categoría Primera A | 19         | 14         | 0     | 0     | 0         | 0         | 19     | 14     |
| 2009/10         | Atlético Junior | Categoría Primera A | 29         | 12         | 0     | 0     | 0         | 0         | 29     | 12     |
| 2010/11         | Atlético Junior | Categoría Primera A | 32         | 18         | 0     | 0     | 2         | 0         | 34     | 18     |
| 2011/12         | Atlético Junior | Categoría Primera A | 36         | 20         | 11    | 8     | 8         | 4         | 55     | 32     |
| 2011/12         | Club Brugge     | Eerste klasse       | 10         | 3          | 0     | 0     | 0         | 0         | 10     | 3      |
| 2012/13         | Club Brugge     | Eerste klasse       | 35         | 25         | 2     | 0     | 7         | 3         | 44     | 28     |
| 2013/14         | Sevilla         | Primera División    | 35         | 14         | 1     | 0     | 16        | 7         | 52     | 21     |
| 2014/15         | Sevilla         | Primera División    | 36         | 20         | 3     | 1     | 15        | 7         | 54     | 28     |
| 2015/16         | AC Milan        | Serie A             | 38         | 18         | 5     | 2     | 0         | 0         | 43     | 20     |
| 2016/17         | AC Milan        | Serie A             | 32         | 13         | 1     | 1     | 0         | 0         | 33     | 14     |
| 2017/18         | → Villarreal    | Primera División    | 35         | 15         | 3     | 1     | 6         | 2         | 44     | 18     |
| 2018/19         | Villarreal      | Primera División    | 33         | 6          | 3     | 3     | 7         | 2         | 43     | 11     |
| 2019/20         | Villarreal      | Primera División    | 19         | 2          | 4     | 3     | 0         | 0         | 23     | 5      |
| 2020/21         | Villarreal      | Primera División    | 17         | 1          | 3     | 1     | 4         | 3         | 24     | 5      |
| Carrière totaal | Carrière totaal | Carrière totaal     | 454        | 203        | 36    | 20    | 65        | 28        | 555    | 250    |

## Interlandcarrière
Bacca maakte zijn debuut in het Colombiaans voetbalelftal op 12 augustus 2010 in een vriendschappelijke wedstrijd tegen Bolivia. Hij begon in de basis en maakte na 37 minuten direct zijn eerste interlanddoelpunt. In mei 2014 werd Bacca door bondscoach José Pékerman opgenomen in de selectie voor het wereldkampioenschap in Brazilië. Op het toernooi speelde hij alleen in de met 2-1 van Brazilië verloren kwartfinale mee. In 2015 nam Bacca met Colombia deel aan de Copa América 2015; in het groepsduel tegen het Braziliaans elftal op 17 juni werd hij door de arbiter na afloop van de wedstrijd met een rode kaart weggestuurd na geruzie met Neymar, waardoor hij de volgende wedstrijd moest missen. Bacca maakte in 2018 eveneens deel uit van de Colombiaanse selectie op het WK 2018 in Rusland. De Colombianen werden hierop in de achtste finales na strafschoppen uitgeschakeld door Engeland. Hij kwam in drie van de vier duels in actie voor Colombia, alle als invaller.

## Erelijst
Atlético Junior
- Categoría Primera A: 2010 Apertura, 2011 Clausura

 Sevilla
- UEFA Europa League: 2013/14, 2014/15

 AC Milan
- Supercoppa Italiana: 2016

 Villarreal
- UEFA Europa League: 2020/21

Individueel
- Topscorer Eerste klasse A: 2012/13
- Profvoetballer van het Jaar: 2012/13
- LFP Beste Zuid-Amerikaanse Speler: 2013/14
- UEFA Europa League Elftal van het Seizoen: 2014/15